# Умберто I
Умбе́рто I (італ. Umberto Rainerio Carlo Emanuele Giovanni Maria Ferdinando Eugenio di Savoia; 14 березня 1844, Турин — 29 липня 1900, Монца) — король Італії з 1878 по 1900 рік.

## Біографія

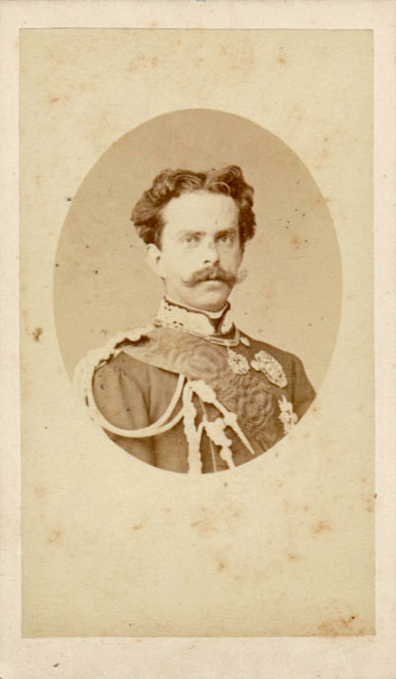
Умберто I в юному віці (1870)

Умберто народився 14 березня 1844 року в Турині, в Палаццо Монкальєрі (італ. Palazzo Moncalieri). Його батьками були Віктор Емануїл II, перший король Італії (в той час ще герцог Савойський) та Марія Аделаїда Габсбург, королева Сардинська. При хрещенні отримав ім'я Умберто Раньєрі Карло Еммануеле Джованні Марія Фердінандо Еугеніо (італ. Umberto Ranieri Carlo Emanuele Giovanni Maria Ferdinando Eugenio). Перше ім'я, Умберто, отримав на честь засновника Савойської династії Умберто I Б'янкамано (італ. Umberto I Biancamano).
Дитинство провів разом зі своїм меншим братом Амадеєм у Монкальєрі, де здобув військову освіту. Його наставником був Джузеппе Россі (італ. Giuseppe Rossi) та інші військові. Військове виховання та дисципліна сформували його як людину суху та прямолінійну.
Розпочав військову кар'єру в березні 1858 році в чині капітана. Брав участь у другій війні за незалежність, відзначившись в битві під Сольферіно.У 1863 році отримав звання генерал-майора, 1864 року — генерал-лейтенанта.
У 1866 році почалась третя війна за незалежність, в якій Умберто брав участь на посаді командира XVI піхотної дивізії. Відзначився мужністю в битві при Кустоці, в якій Італія зазнала поразки. Був одним з небагатьох італійських воєначальників, чиї частини не запанікували; навпаки, зміг відбити численні атаки австрійських уланів, за що був нагороджений Золотою медаллю «За військову доблесть» .
Одружився 22 квітня 1868 року зі своєю двоюрідною сестрою Маргаритою, в шлюбі з якою народився син Віктор Емануїл. Проте стосунки між подружжям були скоріше дипломатичними. Ще до шлюбу Умберто завів коханку Еудженію Болоньїні, роман з якою продовжував підтримувати. Тож за два роки після весілля подружні стосунки припинилися. З усім тим пара ніколи не афішувала роздільне проживання, і їхні стосунки в інших аспектах дуже люб'язними. Вони продовжували гармонійно працювати як колеги. Умберто навіть спирався на дружину у політичних справах. 
9 січня 1878 року, в день смерті свого батька, був проголошений в Римі королем Італії Умберто I. У своїй тронній промові пообіцяв правити Не волею Божою, а відповідно до закону.

## Політична діяльність

### Перший замах

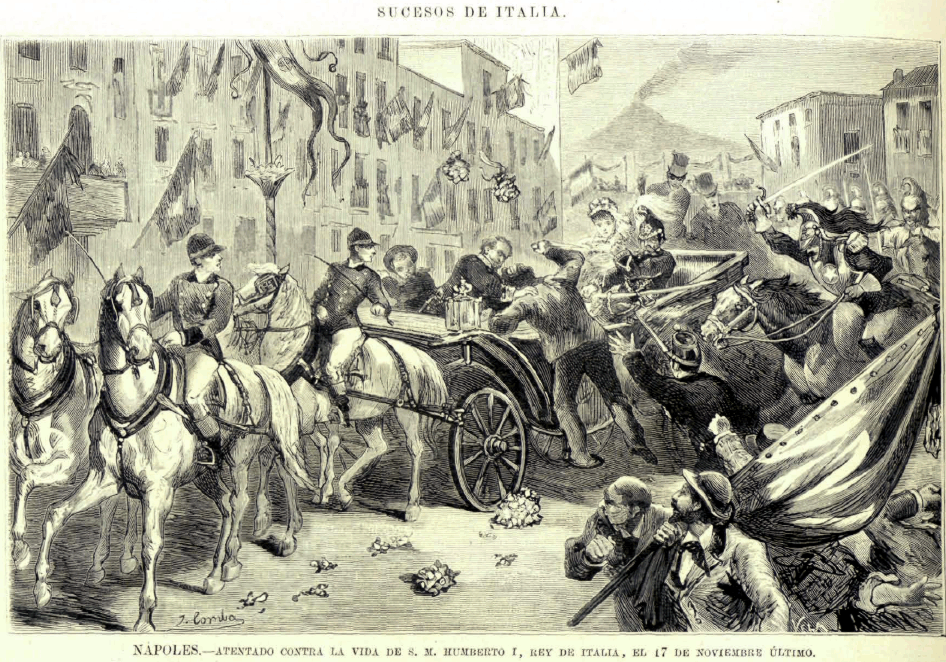
Замах на Умберто I.
(З тогочасної газети)

Після сходження на трон Умберто разом зі своєю дружиною Маргаритою та керівником парламенту Бенедетто Кайролі здійснив подорож найбільшими містами королівства, під час якої пережив перший замах на себе. 17 листопада 1878 року, коли король з дружиною та Кайролі проїжджали вулицями Неаполя у відкритій кареті, до нього несподівано кинувся італійський анархіст Джованні Пассананте, який спробував заколоти короля кинджалом. Проте король зміг захиститись своєю власною шпагою. При цьому він та Кайролі отримали тільки незначні поранення. Пассананте був засуджений до страти, проте Умберто замінив її довічним ув'язненням.

### Зовнішня політика та колоніальні війни
У зовнішній політиці Умберто I, особливо після французької окупації Тунісу в 1881 році, уклав Троїстий союз з Австро-Угорщиною і Німеччиною, неодноразово відвідавши Відень і Берлін. Завдяки цій угоді Німеччина уникнула небезпеки зближення Франції та Італії, а Австрія сподівалась на послаблення руху опору на італійських територіях, що були під її контролем. Багато хто в Італії, однак, ставився з ворожістю до союзу з колишніми ворогами — австрійцями, які, до того ж володіли територіями, на які претендувала Італія.
Умберто I також був прихильником колоніальної політики, здійснивши окупацію Еритреї (1885—1896) і Сомалі (1889—1905). Імовірно, Умберто I прагнув створити велику колоніальну імперію на північному сході Африки, проте цьому завадила нищівна поразка Італії в битві при Адуа в Ефіопії 1 березня 1896 року.
Влітку 1900 року італійські війська входили до складу альянсу восьми держав, які брали участь у придушенні Боксерського повстання в імператорському Китаї. Після підписання «Завершального (або „Боксерського“) протоколу», підписаного в 1901 році, вже після смерті Умберто, Італія отримала у концесію території в Тяньцзіні.
Ставлення Умберто до Святого Престолу було непохитним. У телеграмі 1886 року він оголосив Рим «недоторканним» і підтвердив незмінність італійського володіння «Вічним містом».

### Внутрішня політика
Що стосується внутрішньої політики, правління Умберто I було часом соціальних потрясінь. Соціальна напруженість була зумовлена недавнім об'єднанням країни, поширенням соціалістичних ідей, громадською ворожістю до колоніальних планів різних урядів, особливо Кріспі, і численними нападками на громадянські свободи. Зубожіння селян прийняло катастрофічні розміри й сприяло радикалізації суспільства та посиленню еміграції в Америку. Його політична діяльність була також відзначена авторитаризмом, можливо, через серйозну Довгу депресію, коли повстання і бунти, такі, як повстання Спілки робітників Сицилії (італ. Fasci dei Lavoratori in Sicilia) та повстання в Луніджані (1894), змусили його ввести надзвичайний стан. В результаті цих та інших серйозних подій був відправлений у відставку уряд Кріспі, а також розпущені соціалістична партія та профспілки.
Водночас під час свого правління король демонстрував солідарність з народом, що постраждав від стихійних лих, надаючи постраждалим матеріальну допомогу та організовуючи медичну допомогу. Так, ще в 1872 році, бувши принцом, він вирушив в Кампанію до постраждалих від виверження Везувію. Тільки-но зійшовши на трон в 1879 році, він взяв участь в у допомозі постраждалим від виверження вулкана Етна на Сицилії; в 1882 році вирушив до Венето, що потерпав від проливних дощів, а в 1884 році прибув до Неаполя, де був спалах холери.

### Другий замах

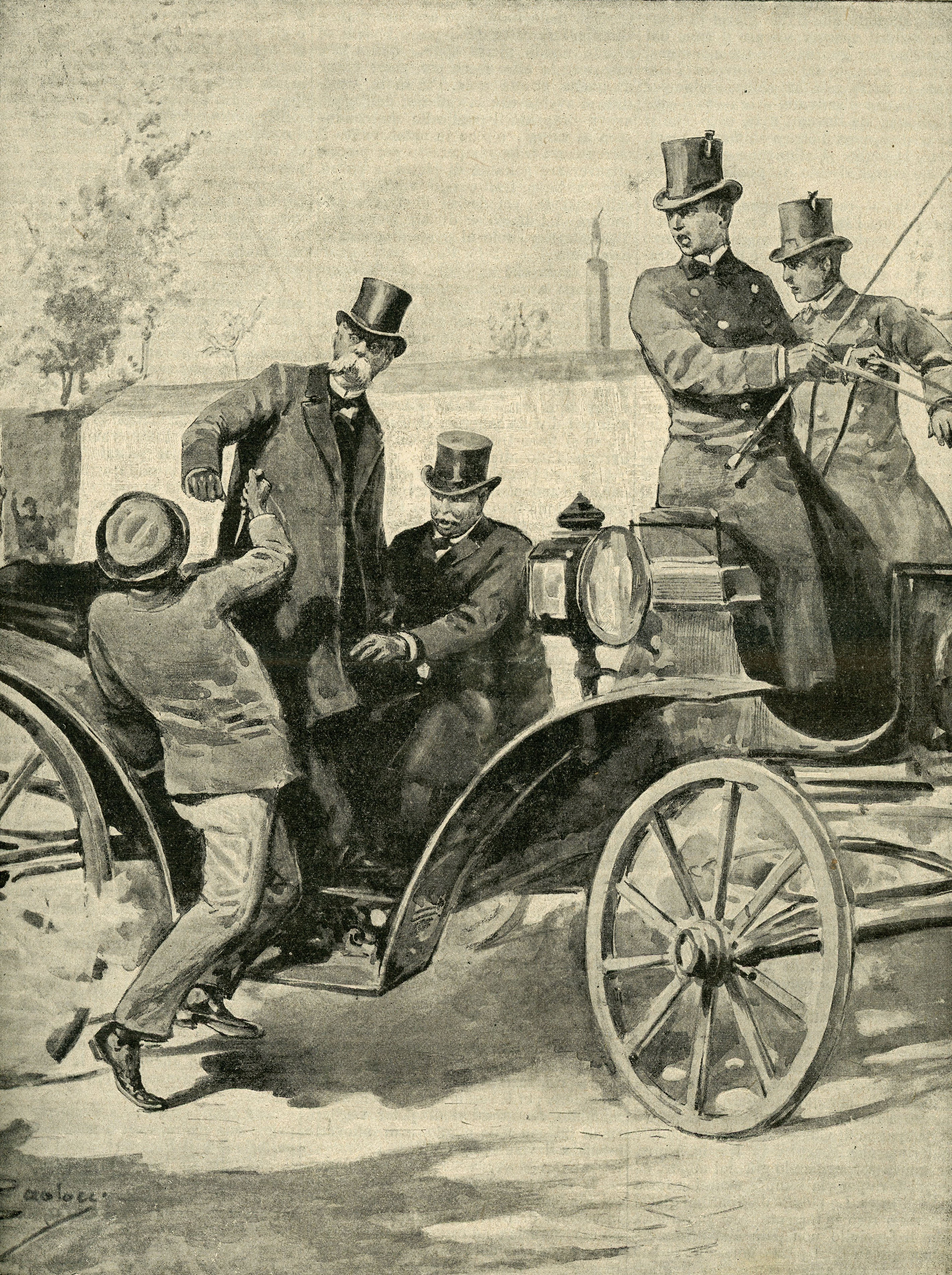
Ілюстрація замаху Аччаріто

22 квітня 1897 року стався другий замах на вбивство. Анархіст П'єтро Аччаріто, змішавшися з натовпом, що вітав прибуття короля на іподромі в Римі, кинувся на карету з ножем. Король помітив напад і зміг ухилитись від удару, завдяки чому залишився неушкодженим. Як і Пассананте, Аччаріто був заарештований і засуджений до довічного ув'язнення.
Хоча Аччаріто твердив, що діяв сам, проте поліція арештувала декількох соціалістів, анархістів і республіканців, яких підозрювали у зв'язках з Аччаріто. Серед арештованих був друг Аччаріто, Ромео Фрецці (італ. Romeo Frezzi), який помер унаслідок тортур, яких зазнав у поліції, намагаючись добитись зізнання у змові з Аччаріто. Смерть Фрецці послужила поштовхом до повстання проти монархії.

### «Протест шлунку»

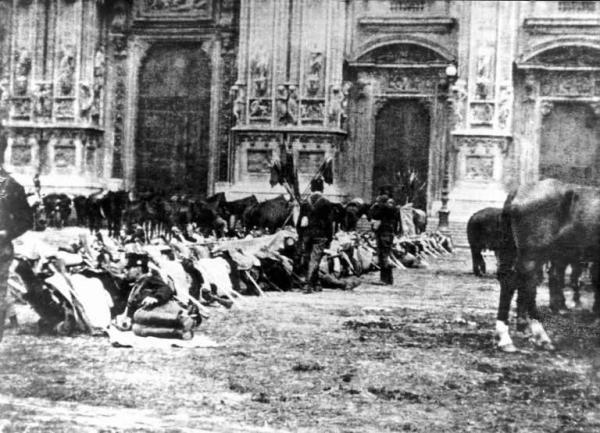
Розгон демонстрації в Мілані військами Бава Бекаріса

У травні 1898 року в Мілані стались заворушення, відомі як «Протест шлунку» (італ. Protesta dello stomaco). 5 травня 1898 року робітники організували страйк на знак протесту проти дій уряду Антоніо Старабба, покладаючи на нього відповідальність за підвищення цін на продукти й голод, що панував в країні. У відповідь Старабба ді Рудіні оголосив надзвичайний стан. В місто були введені війська — піхота, кавалерія та артилерія, і 7 травня генерал Фіоренцо Бава Бекаріс (італ. Fiorenzo Bava Beccaris) наказав військам відкрити вогонь по демонстрантах. За даними уряду загинуло понад 100 осіб і близько 500 були поранені. Опозиція стверджувала, що загинуло понад 400 людей і 2000 були поранені. Проте, король направив телеграму генералові Бава Бекарісу, подякувавши йому за відновлення порядку в Мілані, пізніше нагородивши його Великим хрестом Савойського військового ордену, чим викликав хвилю критики з боку анархо-соціалістичної та республіканської опозиції.

## Вбивство

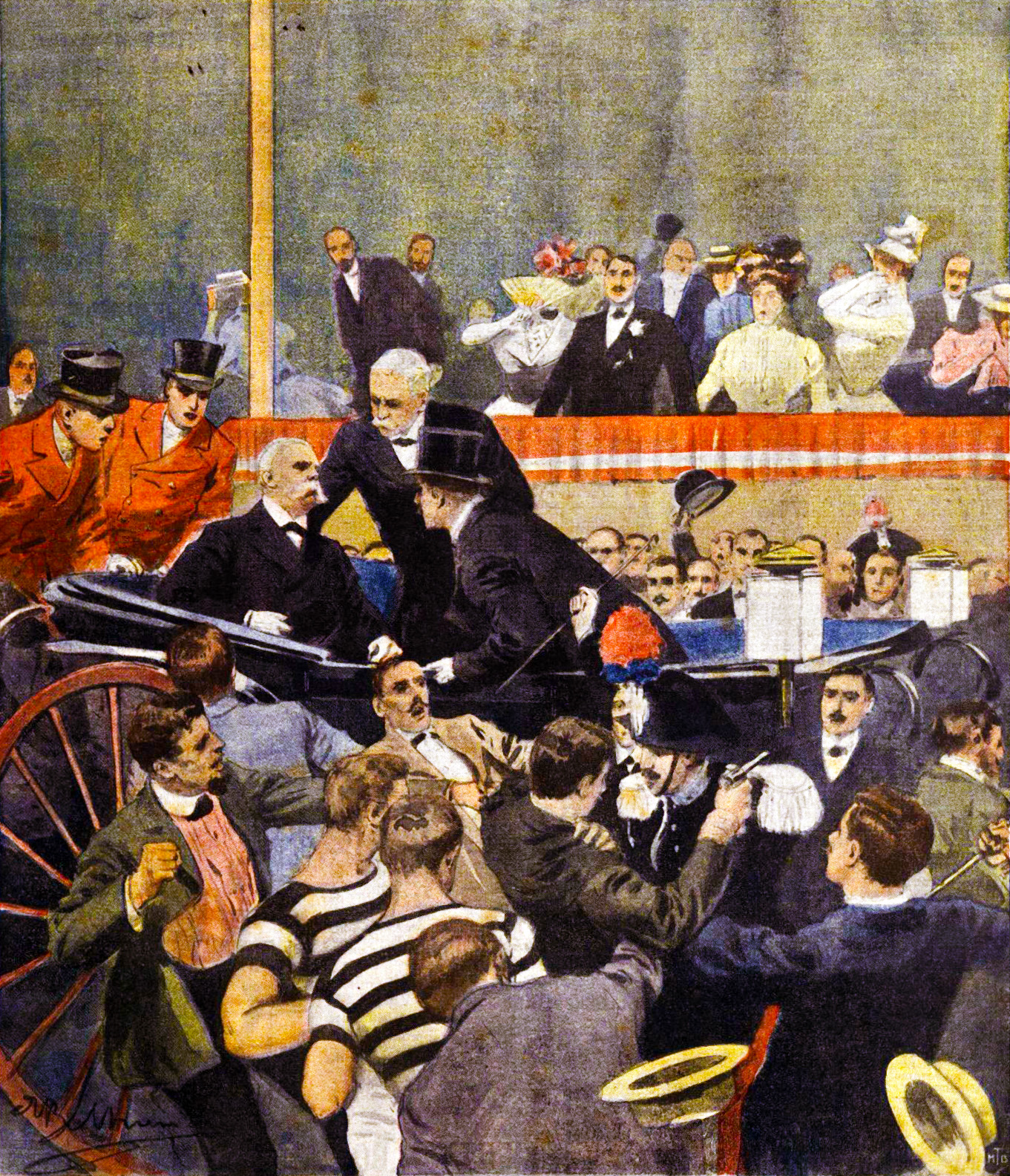
Замах Бреші
(З тогочасних газет)

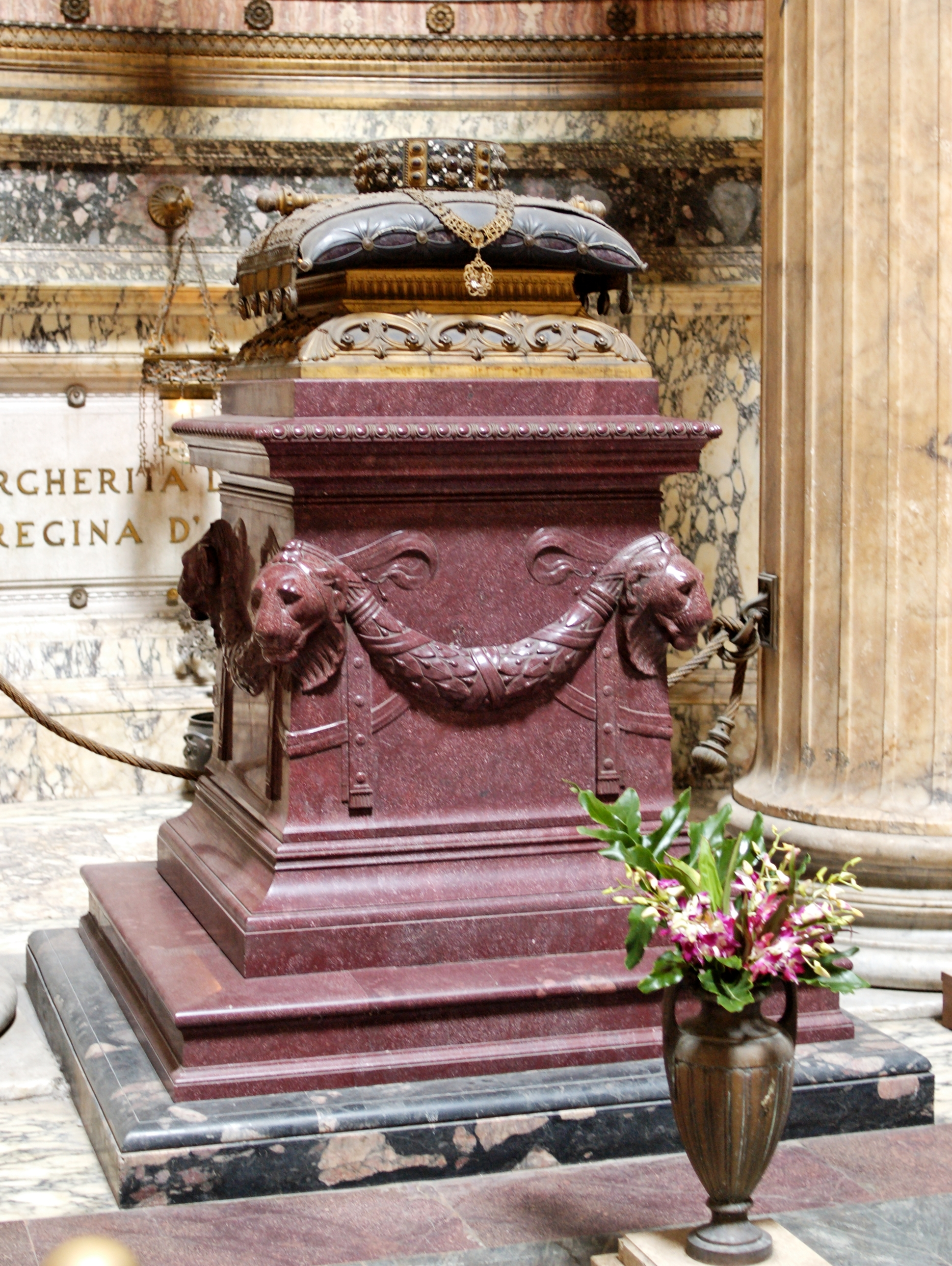
Могила Умберто I в Пантеоні, Рим

Увечері 29 липня 1900 року в Монці король Умберто I був убитий чотирма пострілами італо-американським анархістом Гаетано Бреші. Бреші стверджував, що він хотів помститися за загиблих під час придушення Бава Беккарісом заворушень у Мілані.
Вбивство викликало хвилю обурення в Італії. Анархісти та соціалісти поспішили дистанціюватись від вбивства. 29 серпня Бреші був засуджений до довічного ув'язнення. 22 травня 1901 року він помер у в'язниці за загадкових обставин.
Умберто був похований 9 серпня в Пантеоні в Римі поряд з батьком. 13 серпня став днем національної жалоби. Умберто був останнім представником Савойської династії, похованим в Пантеоні, оскільки його син та наступник, Віктор Емануїл III, помер у вигнанні та похований в Єгипті.
На місці нападу, в Монці, в 1910 році за проектом архітектора Джузеппе Сакконі (італ. Giuseppe Sacconi) збудовано каплицю в пам'ять короля Умберто I.
Американський анархіст Леон Чолгош (англ. Leon Czolgosz) стверджував, що вбивство Умберто I надихнуло його на вбивство президента США Вільяма Мак-Кінлі у вересні 1901 року.

## Нагороди

### Італійські нагороди
— Кавалер Вищого ордену Святого Благовіщення
 — Кавалер Великого хреста Савойського військового ордену
 — Командор та кавалер ордену Святих Маврикія та Лазаря
 — Кавалер ордену Корони Італії
 — Командор Савойського цивільного ордену
 — Золота медаль «За військову доблесть»
 — Ювілейна медаль за війни за незалежність
 — Ювілейна медаль «На честь об'єднання Італії»

### Іноземні нагороди
— Кавалер ордену Чорного орла
 — Кавалер ордену Підв'язки
 — Кавалер ордену Золотого руна

## Генеалогія
|  |  |                               |                               |                               |                               |                               |                               |              |              |                   |                   |                   |                   |                         |                         |                         |                         | Леопольд II              | Леопольд II              | Леопольд II              | Леопольд II              | Леопольд II              | Леопольд II              |                       |                       | Марія Луїза Іспанська | Марія Луїза Іспанська | Марія Луїза Іспанська | Марія Луїза Іспанська | Марія Луїза Іспанська | Марія Луїза Іспанська |                     |                     |                           |                           |                           |                           |                           |                           |
|  |  |                               |                               |                               |                               |                               |                               |              |              |                   |                   |                   |                   |                         |                         |                         |                         | Леопольд II              | Леопольд II              | Леопольд II              | Леопольд II              | Леопольд II              | Леопольд II              |                       |                       | Марія Луїза Іспанська | Марія Луїза Іспанська | Марія Луїза Іспанська | Марія Луїза Іспанська | Марія Луїза Іспанська | Марія Луїза Іспанська |                     |                     |                           |                           |                           |                           |                           |                           |
|  |  |                               |                               |                               |                               |                               |                               |              |              |                   |                   |                   |                   |                         |                         |                         |                         |                          |                          |                          |                          |                          |                          |                       |                       |                       |                       |                       |                       |                       |                       |                     |                     |                           |                           |                           |                           |                           |                           |
|  |  |                               |                               |                               |                               |                               |                               |              |              |                   |                   |                   |                   |                         |                         |                         |                         |                          |                          |                          |                          |                          |                          |                       |                       |                       |                       |                       |                       |                       |                       |                     |                     |                           |                           |                           |                           |                           |                           |
|  |  |                               |                               |                               |                               |                               |                               |              |              | Фердинанд III     | Фердинанд III     | Фердинанд III     | Фердинанд III     | Фердинанд III           | Фердинанд III           |                         |                         | Луїза Бурбон-Сицилійська | Луїза Бурбон-Сицилійська | Луїза Бурбон-Сицилійська | Луїза Бурбон-Сицилійська | Луїза Бурбон-Сицилійська | Луїза Бурбон-Сицилійська |                       |                       |                       |                       |                       |                       |                       |                       |                     |                     |                           |                           |                           |                           |                           |                           |
|  |  |                               |                               |                               |                               |                               |                               |              |              | Фердинанд III     | Фердинанд III     | Фердинанд III     | Фердинанд III     | Фердинанд III           | Фердинанд III           |                         |                         | Луїза Бурбон-Сицилійська | Луїза Бурбон-Сицилійська | Луїза Бурбон-Сицилійська | Луїза Бурбон-Сицилійська | Луїза Бурбон-Сицилійська | Луїза Бурбон-Сицилійська |                       |                       |                       |                       |                       |                       |                       |                       |                     |                     |                           |                           |                           |                           |                           |                           |
|  |  |                               |                               |                               |                               |                               |                               |              |              |                   |                   |                   |                   |                         |                         |                         |                         |                          |                          |                          |                          |                          |                          |                       |                       |                       |                       |                       |                       |                       |                       |                     |                     |                           |                           |                           |                           |                           |                           |
|  |  | Карл Савойський-Кариньянський | Карл Савойський-Кариньянський | Карл Савойський-Кариньянський | Карл Савойський-Кариньянський | Карл Савойський-Кариньянський | Карл Савойський-Кариньянський |              |              |                   |                   |                   |                   |                         |                         |                         |                         |                          |                          |                          |                          |                          |                          |                       |                       |                       |                       |                       |                       |                       |                       |                     |                     | Марія Крістіна Саксонська | Марія Крістіна Саксонська | Марія Крістіна Саксонська | Марія Крістіна Саксонська | Марія Крістіна Саксонська | Марія Крістіна Саксонська |
|  |  | Карл Савойський-Кариньянський | Карл Савойський-Кариньянський | Карл Савойський-Кариньянський | Карл Савойський-Кариньянський | Карл Савойський-Кариньянський | Карл Савойський-Кариньянський |              |              |                   |                   |                   |                   |                         |                         |                         |                         |                          |                          |                          |                          |                          |                          |                       |                       |                       |                       |                       |                       |                       |                       |                     |                     | Марія Крістіна Саксонська | Марія Крістіна Саксонська | Марія Крістіна Саксонська | Марія Крістіна Саксонська | Марія Крістіна Саксонська | Марія Крістіна Саксонська |
|  |  |                               |                               |                               |                               |                               |                               |              |              |                   |                   |                   |                   |                         |                         |                         |                         |                          |                          |                          |                          |                          |                          |                       |                       |                       |                       |                       |                       |                       |                       |                     |                     |                           |                           |                           |                           |                           |                           |
|  |  |                               |                               |                               |                               | Карл Альберт                  | Карл Альберт                  | Карл Альберт | Карл Альберт | Карл Альберт      | Карл Альберт      |                   |                   | Марія Тереза Тосканська | Марія Тереза Тосканська | Марія Тереза Тосканська | Марія Тереза Тосканська | Марія Тереза Тосканська  | Марія Тереза Тосканська  |                          |                          | Райнер Йосип Габсбург    | Райнер Йосип Габсбург    | Райнер Йосип Габсбург | Райнер Йосип Габсбург | Райнер Йосип Габсбург | Райнер Йосип Габсбург |                       |                       | Єлизавета Савойська   | Єлизавета Савойська   | Єлизавета Савойська | Єлизавета Савойська | Єлизавета Савойська       | Єлизавета Савойська       |                           |                           |                           |                           |
|  |  |                               |                               |                               |                               | Карл Альберт                  | Карл Альберт                  | Карл Альберт | Карл Альберт | Карл Альберт      | Карл Альберт      |                   |                   | Марія Тереза Тосканська | Марія Тереза Тосканська | Марія Тереза Тосканська | Марія Тереза Тосканська | Марія Тереза Тосканська  | Марія Тереза Тосканська  |                          |                          | Райнер Йосип Габсбург    | Райнер Йосип Габсбург    | Райнер Йосип Габсбург | Райнер Йосип Габсбург | Райнер Йосип Габсбург | Райнер Йосип Габсбург |                       |                       | Єлизавета Савойська   | Єлизавета Савойська   | Єлизавета Савойська | Єлизавета Савойська | Єлизавета Савойська       | Єлизавета Савойська       |                           |                           |                           |                           |
|  |  |                               |                               |                               |                               |                               |                               |              |              |                   |                   |                   |                   |                         |                         |                         |                         |                          |                          |                          |                          |                          |                          |                       |                       |                       |                       |                       |                       |                       |                       |                     |                     |                           |                           |                           |                           |                           |                           |
|  |  |                               |                               |                               |                               |                               |                               |              |              | Віктор Емануїл II | Віктор Емануїл II | Віктор Емануїл II | Віктор Емануїл II | Віктор Емануїл II       | Віктор Емануїл II       |                         |                         |                          |                          |                          |                          |                          |                          |                       |                       | Адельгейда Габсбург   | Адельгейда Габсбург   | Адельгейда Габсбург   | Адельгейда Габсбург   | Адельгейда Габсбург   | Адельгейда Габсбург   |                     |                     |                           |                           |                           |                           |                           |                           |
|  |  |                               |                               |                               |                               |                               |                               |              |              | Віктор Емануїл II | Віктор Емануїл II | Віктор Емануїл II | Віктор Емануїл II | Віктор Емануїл II       | Віктор Емануїл II       |                         |                         |                          |                          |                          |                          |                          |                          |                       |                       | Адельгейда Габсбург   | Адельгейда Габсбург   | Адельгейда Габсбург   | Адельгейда Габсбург   | Адельгейда Габсбург   | Адельгейда Габсбург   |                     |                     |                           |                           |                           |                           |                           |                           |
|  |  |                               |                               |                               |                               |                               |                               |              |              |                   |                   |                   |                   |                         |                         |                         |                         |                          |                          |                          |                          |                          |                          |                       |                       |                       |                       |                       |                       |                       |                       |                     |                     |                           |                           |                           |                           |                           |                           |
|  |  |                               |                               |                               |                               |                               |                               |              |              |                   |                   |                   |                   |                         |                         |                         |                         | Умберто I                |                          |                          |                          |                          |                          |                       |                       |                       |                       |                       |                       |                       |                       |                     |                     |                           |                           |                           |                           |                           |                           |

## Галерея

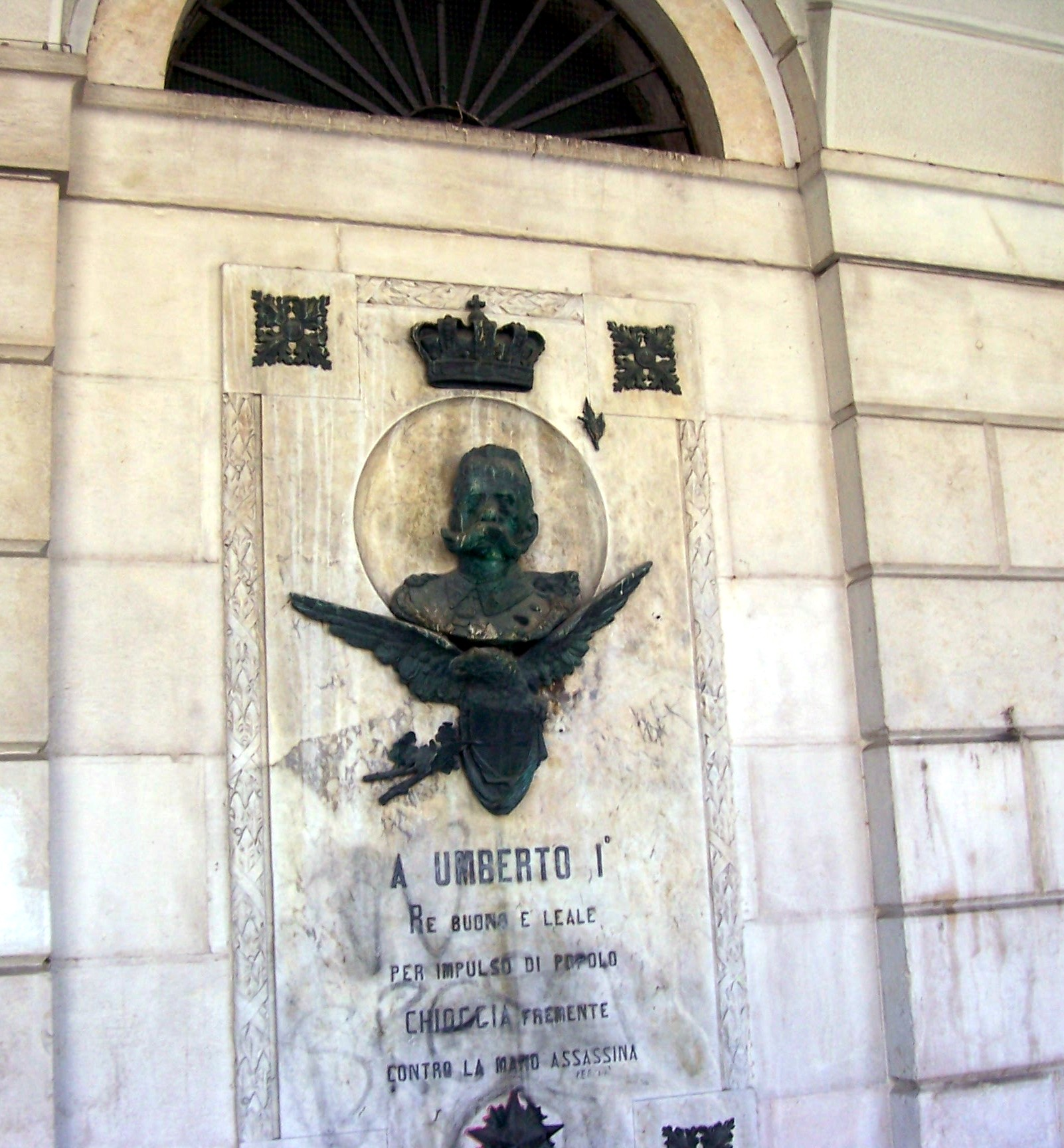
Меморіальна дошка в Кіоджі
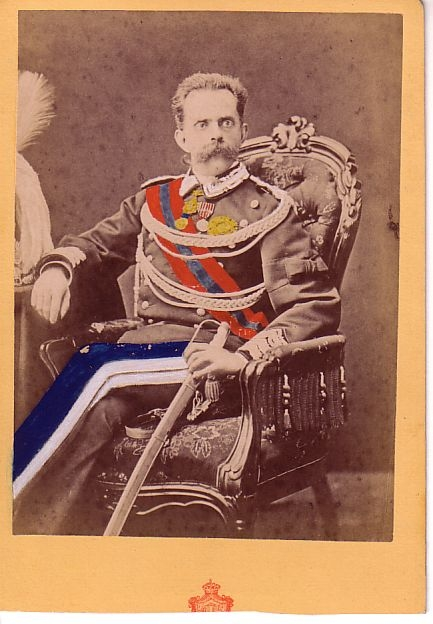
Портрет Умберто I. 1878 рік, Луїджі Монтабоне
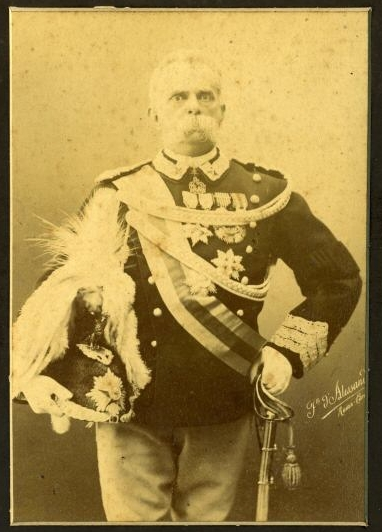
Портрет Умберто I. Fratelli D’Alessandri.
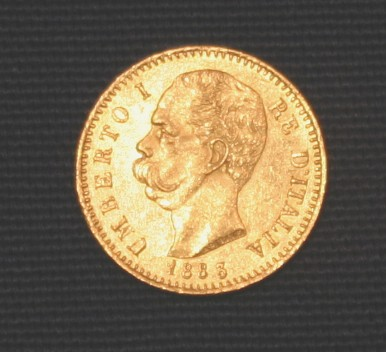
Монета 20 лір 1888 року із зображенням короля